# هانا بيترسون
هانا بيترسون (بالسويدية: Hanna Pettersson)‏ (و. 1987  م) هي لاعبة كرة قدم، من السويد، ولدت في السويد، تلعب كمُهَاجِمَة.